# Phare de Southerness
Le phare de Southerness était un phare situé dans le village de Southerness (en) (Kirkcudbrightshire), dans le comté de Dumfries and Galloway dans le sud-ouest de l'Écosse.
Il est actuellement le deuxième plus vieux phare en Écosse. C'est maintenant un monument classé du Royaume-Uni de catégorie A.

## Histoire
La première station de navigation a été commandée par le conseil de ville de Dumfries en 1748 pour aider les navires dans le passage du Solway Firth se dirigeant vers l'estuaire de la River Nith, le Northern Lighthouse Board n'ayant pas accepté d'en faire la construction. À cette époque, les routes du sud-ouest de l'Écosse étaient peu nombreuses, de sorte que la majeure partie du commerce, même entre les villages locaux, se faisait par la mer. Dumfries était un port important et il y avait des liaisons régulières avec Liverpool et, en particulier, l'Irlande. La construction de celle-ci a démarré en 1748 et achevé en 1749. Le phare a d'abord été exploité par l'autorité portuaire locale jusqu'en 1867. Puis, jusqu'en 1894, il est resté inactif pour des raisons financières, pour reprendre son service, sous l'égide du propriétaire terrain, jusqu'en 1933.
En 1805, le phare a été grandement amélioré sous la direction du célèbre ingénieur phare Robert Stevenson assisté de James Slight . Il a subi d'autres modifications, notamment entre 1842 et 1844 par un design de Walter Newall (en). Le phare a été désarmé en 1936.
C'est une tour carrée en granit de 10 m de haut, peinte en blanc, avec galeri et une lanterne brune située vers l'avant. Le phare a été restauré et repeint récemment par ses propriétaires actuels qui exploitent un terrain de caravaning. Cependant. Erigé sur le promontoire de Southerness, sur le côté nord d'Estuaire de Solway, il est à environ 25 km au sud de Dumfries et accessible par la route.
Identifiant : ARLHS : SCO-223

### Lien connexe
- Liste des phares en Écosse